# 藤原公信
藤原 公信（ふじわら の きみのぶ/きんのぶ）は、平安時代中期の公卿。藤原北家、太政大臣・藤原為光の四男。官位は従二位・権中納言。兄で大納言・藤原斉信の養子となる。

## 経歴
一条朝の正暦6年（995年）従五位下に叙爵し、翌長徳2年（996年）侍従に任ぜられる。長徳4年（998年）右兵衛佐を経て、長徳5年（999年）従五位上・右近衛少将に叙任される。その後も、長保3年（1001年）正五位下、長保5年（1003年）従四位下、長保6年（1004年）右近衛中将、寛弘5年（1008年）従四位上と、近衛次将を務めながら昇進する。
寛弘6年（1009年）蔵人頭に補せられると、寛弘7年（1010年）左近衛中将、寛弘8年（1011年）正四位下と昇進を続ける。同年6月に一条天皇が崩御して蔵人頭を止められるが、同年12月に今度は新帝・三条天皇の蔵人頭となり、長和2年（1013年）参議に任ぜられ公卿に列した。
議政官の傍らで、春宮・敦良親王の春宮権大夫や兵衛督を兼帯し、この間に長和4年（1015年）従三位、寛仁元年（1017年）正三位、寛仁5年（1021年）従二位と昇進している。治安3年（1023年）権中納言に至る。
万寿3年（1026年）正月に室の藤原光子が没すると、公信も5月8日頃より流行の病に罹り、15日に薨去。享年50。養父・藤原斉信は「この君にさへ後れぬること」と嘆いて、泣きながら葬送の準備を指示したという。

## 官歴
注記のないものは『公卿補任』による。
- 正暦6年（995年） 正月8日：従五位下（太政大臣息）
- 長徳2年（996年） 正月25日：讃岐守[1]。9月19日：侍従
- 長徳4年（998年） 10月23日：右兵衛佐
- 長徳5年（999年） 正月7日：従五位上（一品資子内親王給）。閏3月：少納言。9月24日：右近衛少将、守如元?[2]
- 長保2年（1000年） 正月25日：兼備後介[2]。2月7日：禁色[3]
- 長保3年（1001年） 正月24日：正五位下（少将労）
- 長保4年（1002年） 2月30日：五位蔵人
- 長保5年（1003年） 正月7日：従四位下（少将労）
- 長保6年（1004年） 正月24日：右近衛中将[2]、兼美作権守
- 寛弘5年（1008年） 正月7日：従四位上（中将労）。10月16日：敦成親王家別当
- 寛弘6年（1009年） 正月28日：止美作権守。3月20日：蔵人頭
- 寛弘7年（1010年） 11月25日：左近衛中将、兼内蔵頭[2]
- 寛弘8年（1011年） 正月7日：正四位下。6月13日：去蔵人頭（譲位）。12月25日：蔵人頭
- 長和2年（1013年） 10月23日：参議、止中将内蔵頭
- 長和3年（1014年） 正月24日：兼美作権守
- 長和4年（1015年） 12月27日：従三位（造宮行事賞追叙）
- 寛仁元年（1017年） 8月9日：兼春宮権大夫（春宮・敦良親王）。8月30日：兼右兵衛督。12月2日：正三位（行幸賀茂石清水行事賞）
- 寛仁4年（1020年） 正月30日：兼備中権守。9月4日：兼検非違使別当
- 寛仁5年（1021年） 8月29日：左兵衛督、大夫如元。11月2日：従二位（春日行幸行事賞、上卿斉信譲）
- 治安3年（1023年） 12月15日：権中納言、督別当大夫如元
- 治安4年（1024年） 2月13日：去検非違使別当
- 万寿3年（1026年） 5月15日：薨去

## 系譜
『尊卑分脈』による。
- 父：藤原為光
- 母：藤原伊尹の娘
- 妻：藤原光子（?-1026） - 藤原正光の娘、藤原妍子女房御匣殿
  - 男子：藤原実康
  - 男子：[4]
- 妻：藤原泰兼の娘
  - 男子：藤原保家（?-1064）
- 妻：藤原賢子

　　・女子：源良宗室（1013?-?）
- 生母不明の子女
  - 男子：藤原季貞
  - 男子：公覚

『今鏡』では良宗の子の知房を大弐三位の外孫としており、良宗の妻の母親は紫式部の娘・藤原賢子となる。したがって良宗室となった女子は藤原公信と藤原宣孝の娘大弐三位が両親と推測される。『栄花物語』「楚王の夢」に見える大弐三位の配偶者の官職名が「左衛門督」とあるために、同じような官職にあった藤原兼隆と混同したものと考えられる。公信なら「左兵衛督」とあるべきところである。